# Prince of Persia (videoigra, 1989)
Prince of Persia (dobesedno angleško: Perzijski princ) je ploščadna videoigra avtorja Jordana Mechnerja, ki je izšla 1989 pri založbi Brotherbund za osebne računalnike Apple II. 
Igralca postavi v vlogo neimenovanega protagonista v stari Perziji, ki se mora prebiti skozi vrsto temnic, da bi premagal zlobnega velikega vezirja Džafarja in rešil ujeto princeso. Ob izidu je izstopala po tekoči in realistični animaciji gibanja, ki jo je Mechner ustvaril z rotoskopiranjem videoposnetkov svojega brata ter starih mečevalskih filmov, kot je The Adventures of Robin Hood.
Igra je bila dobro sprejeta med kritiki, vendar sprva ni doživela komercialnega uspeha zaradi izida v času zatona serije Apple II. Šele s predelavo za sodobnejše platforme in izdajo v Evropi in na Japonskem je postala uspešnica, do izida naslednika prodana v dveh milijonih izvodov. Navdihnila je več posnemovalcev, ki so tvorili podzvrst t. i. kinematskih ploščadnih iger s poudarkom na tekočem premikanju in realizmu, ter postala osnova za istoimensko franšizo z več nadaljevanji in izpeljankami.

## Igranje
Cilj igre se je prebiti iz temnic in v stolp ter premagati Džafarja v roku ene ure, sicer bo princesa umrla zaradi uroka. Izvirna različica igre vsebuje 12 stopenj, od druge dalje je možno shraniti položaj.
Temnice so v obliki vrste hodnikov s ploščadmi, po katerih pleza igralčev lik (princ). Po njih so posejane pasti, kot so rezila, ki se dvignejo iz tal, brezna in giljotine, ki takoj ubijejo princa. Sicer ima lik kazalnik življenjske energije iz rdečih trikotnikov, ki jih manjše poškodbe odštevajo, obnavljati pa jih je možno z napoji, prav tako posejanimi okrog. Če pade njihovo število na nič, princ umre in se ponovno pojavi na začetku trenutne stopnje, le čas se ne obnovi. V prvi stopnji dobi meč, s katerim se bori proti stražarjem in na koncu proti Džafarju, vsi imajo podoben kazalnik življenjske energije in jih je treba tolikokrat poškodovati preden umrejo. Še ena prepreka so dvižna vrata, ki jih princ začasno dvigne tako, da stopi na stikalno ploščo in mora priti skoznje preden se spet zaprejo.
V tretji stopnji je okostnjak, ki ga je možno premagati le tako, da ga princ z udarci z mečem potisne v brezno. V četrti je princ prisiljen skočiti skozi čarobno ogledalo, ki ustvari njegovega magičnega dvojnika (Doppelgängerja), ki ga nato ovira skoraj do konca. V zadnji stopnji se spet združita, nakar lahko princ steče čez neviden most v zadnjo sobo, kjer se spopade z Džafarjem. Ko ga premaga, je urok izničen in princesa je rešena.

## Razvoj
Mechner je z razvojem pričel po diplomi na Univerzi Yale leta 1985. Za Broderbund je že bil razvil igro Karateka; nova igra naj bi bila naslednik Karateke, a je dobil dovolj svobode za razvoj izvirne zamisli. Navdihnilo ga je več del, od zgodb Tisoč in ene noči do pustolovskih filmov, kot sta Lov za izgubljenim zakladom, The Thief of Baghdad ter Pustolovščine Robina Hooda.
Prince of Persia je bil sprogramiran v nizkonivojskem zbirnem jeziku 6502. Animacije gibanja je ustvaril s tehniko rotoskopiranja, za katero je posnel svojega brata, ki teče in skače v belih oblačilih, nato pa sličico po sličico prerisal njegovo podobo v digitalni format. Za animacije mečevanja je uporabil zadnji spopad med Errolom Flynnom in Basilom Rathboneom iz filma Pustolovščine Robina Hooda. Rotoskopiranje je bilo označeno za mejnik, vendar je Mechner kasneje pojasnil, da ga pri odločitvi za to tehniko ni gnalo postavljanje mejnikov, temveč dejstvo, da ni bil dober risar ali animator, tako da je le s prerisovanjem lahko ustvaril realistično gibanje.
Igra sprva ni vključevala bojevanja, a ga je Mechner vključil, ko se mu je zazdelo igranje dolgočasno. Tudi na nenehno prigovarjanje kolega je dodal mečevanje in ustvaril prinčevega dvojnika. Stražarje je dodal, ko mu je uspelo uporabiti dodatnih 12 KB spomina računalnika Apple II.

## Odziv
Kritiki so igro pohvalili, vendar je bilo do julija 1990 prodanih le 7000 izvodov za Apple II in še enkrat toliko za IBM PC, kar ni pokrilo stroškov. Šele z izidom v Evropi in na Japonskem ter s predelavo za različne sisteme osebnih računalnikov in konzol je postala uspešnica, prodana v več milijonih izvodov.